# Kośmidry (Polen)
Kośmidry (Duits: Kosmeden) is een plaats in het Poolse woiwodschap Ermland-Mazurië, in het district Gołdap. De plaats maakt deel uit van de stad- en landgemeente Gołdap.